# Lei (vase)
Pour les articles homonymes, voir lei.

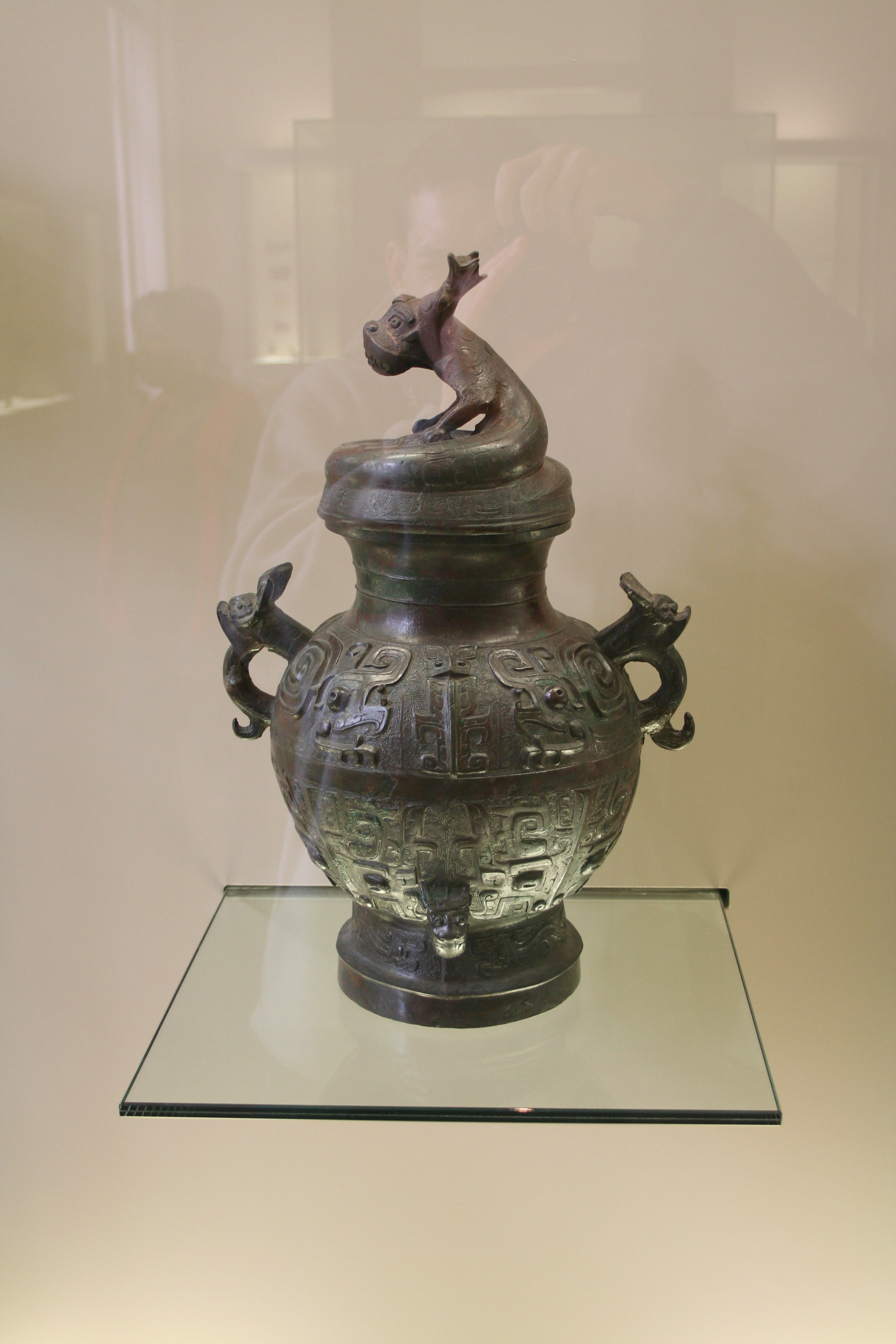
Vase lei pour les boissons fermentées. Fin XIe siècle – début Xe siècle avant notre ère. Bronze. H : 49.7 cm. Début des Zhou occidentaux. Musée Cernuschi

Un lei (sinogramme : 罍) est un des bronzes chinois dans la Chine antique destiné à contenir une boisson fermentée, ou son prototype en céramique à l'époque néolithique. C'est, le plus souvent, une grande jarre ronde munie de trois anses : deux situées sur l'épaule du vase pour la soulever, une autre au bas de la panse pour l'incliner.